# Fire Island (film)
Fire Island je americký hraný film z roku 2022, který režíroval Andrew Ahn podle vlastního scénáře. Snímek měl světovou premiéru na Hulu dne 3. června 2022.

## Děj
Noah, Howie, Luke, Keegan a Max každý rok tráví týdenní letní prázdniny v městečku Fire Island Pines. Bydlí zde v domě kamarádky Erin. Noah si zde vždy užívá rychlého sexu, zatímco jeho kamarád Howie je velmi zdrženlivý. V prvním baru, který navštíví, se Howie setká s pediatrem Charliem a okamžitě se do něj zamiluje.

## Obsazení
| Joel Kim Booster | Noah    |
| Bowen Yang       | Howie   |
| Matt Rogers      | Luke    |
| James Scully     | Charlie |
| Margaret Cho     | Erin    |
| Zane Phillips    | Dex     |
| Conrad Ricamora  | Will    |
| Nick Adams       | Cooper  |
| Bradley Gibson   | Johnny  |
| Tomas Matos      | Keegan  |
| Torian Miller    | Max     |
| Michael Graceffa | Rhys    |
| Aidan Wharton    | Braden  |
| Peter Smith      | Moses   |